# مجلس شيوخ مونتانا
مجلس شيوخ مونتانا (بالإنجليزية: Montana Senate)‏  هو مجلس شيوخ ولاية مونتانا الأمريكية، يقع المقر الرئيسي له في هيلينا، مونتانا، ويتكون من 50 مقعداً، وهو المجلس الأعلى في كونغرس  مونتانا ‏.

## طالع أيضًا
- كونغرس  مونتانا  [لغات أخرى]‏